# مقاطعة جم ويلز (تكساس)
مقاطعة جم ويلز (بالإنجليزية: Jim Wells  County)‏ هي إحدى المقاطعات في ولاية تكساس، الولايات المتحدة الأمريكية، يبلغ عدد سكانها 40,838 نسمة طبقا لإحصاء 2010 .

موقع المقاطعة في ولاية تكساس

## أعلام
- أورلاندو لويس جارسيا